# Шопа Іван Юрійович
Іван Юрійович Шопа (рос. Иван Юрьевич Шопа; * 17 вересня 1948, Довге, Закарпатська область) — радянський футболіст.

## Кар'єра
Нападник, виступав, зокрема за «Динамо» (Хмельницький), «Карпати» (Львів), «Шахтар» (Кадіївка) та «Суднобудівник» (Миколаїв).
Навчався у Львівському інституті фізкультури.
Був стрімким, наполегливим; володів сильним ударом.
Обдарований нападник кількох провідних українських футбольних клубів завжди привертав до себе увагу. Іван Юрійович повністю реалізував свій фантастичний потенціал далеко від дому. За 1100 км. У лавах миколаївського ФК “Суднобудівник”. Тут ним пишалися. Про нього писали у ЗМІ. Його ставили в приклад підростаючому поколінню…